# Фегезак, Иван Захарович фон
Иван Захарович фон Фегезак — (1720 — 20 января 1774, Буяны, Ставропольский уезд Оренбургской губернии) — офицер Российской империи, комендант крепости Ставрополь.

## Биография
Происходил из лифляндских дворян. Служил во Французской армии до 1750 года, после чего в чине капитана перешёл на службу Российской империи.
В 1755 году получил чин секунд-майора, в 1758 — премьер-майора, в 1759 году — подполковника, 1760 — полковника. Столь быстрое продвижение по службе объясняется участием фон Фегезака в боевых действиях.
В 1764 году был переведён на гарнизонную службу и стал комендантом Гурьева. В 1770 году был переведён в Ставрополь (ныне Тольятти).
В октябре 1773 года для подавления восстания в ходе Крестьянской войны 1773—1775 в Ставропольский уезд был выслан отряд под командованием казачьего офицера из православных калмыков Фёдора Дербетева. Однако отряд в полном составе перешёл на сторону восставших. Под командованием фон Фегезака в Ставрополе оставалась гарнизонная команда из 250 человек (в том числе инвалидов и престарелых), отряд из полусотни казаков и 7 пушек.
В ноябре 1773 года, зная об авторитете, которым пользовался Дербетев у ставропольчан, Емельян Пугачёв отправил его своим эмиссаром для организации повстанческого движения в калмыцких улусах. Отряд Дербетева получил значительные подкрепления, в том числе и из числа людей, знакомых с военным делом.
Фон Фегезак докладывал начальству о том, что все ставропольские калмыки перешли на сторону восставших:

Калмыки ездя по дорогам, селам и деревням Ставропольского и других ведомств, партиями человек по двести и по триста, всех без остатку дворян разбойнически разбивали, и на всех страх такой навели, что ныне Ставропольского уезду как черкаса, так татара, чуваша, мордва и господския крестьяня к таковому ж раззорению и мятежу согласились.— Очерки истории Калмыцкой АССР. Дооктябрьский период. Издательство «Наука», Москва, 1967
10 января 1774 года Дербетев с отрядом попытался штурмом взять Ставрополь, однако попытка сорвалась из-за отряда правительственных войск, зашедшего в крепость. Расположившись в окрестностях Ставрополя, повстанцы наладили разведку и обманным манёвром им удалось выманить отряд из города.
20 января 1774 года отряд из 600 человек, знакомых с городом, во главе с Дербетевым, практически не встретив сопротивления, внезапным ударом захватил Ставрополь, получив в качестве трофеев 6 пушек, оружие и боеприпасы, склады провианта и фуража. Фон Фегезак попал в плен.
В тот же день восставшие покинули город, стремясь скрыться от правительственных частей. Иван фон Фегезак и другие захваченные были уведены в плен, но вечером были казнены у села Буяны.
Фегезак упоминается в архивных заготовках А. С. Пушкина к «Истории Пугачёва» и в опубликованном в приложениях к «Истории» списке людей, погибших от рук пугачёвцев.